# Шахтна підіймальна установка

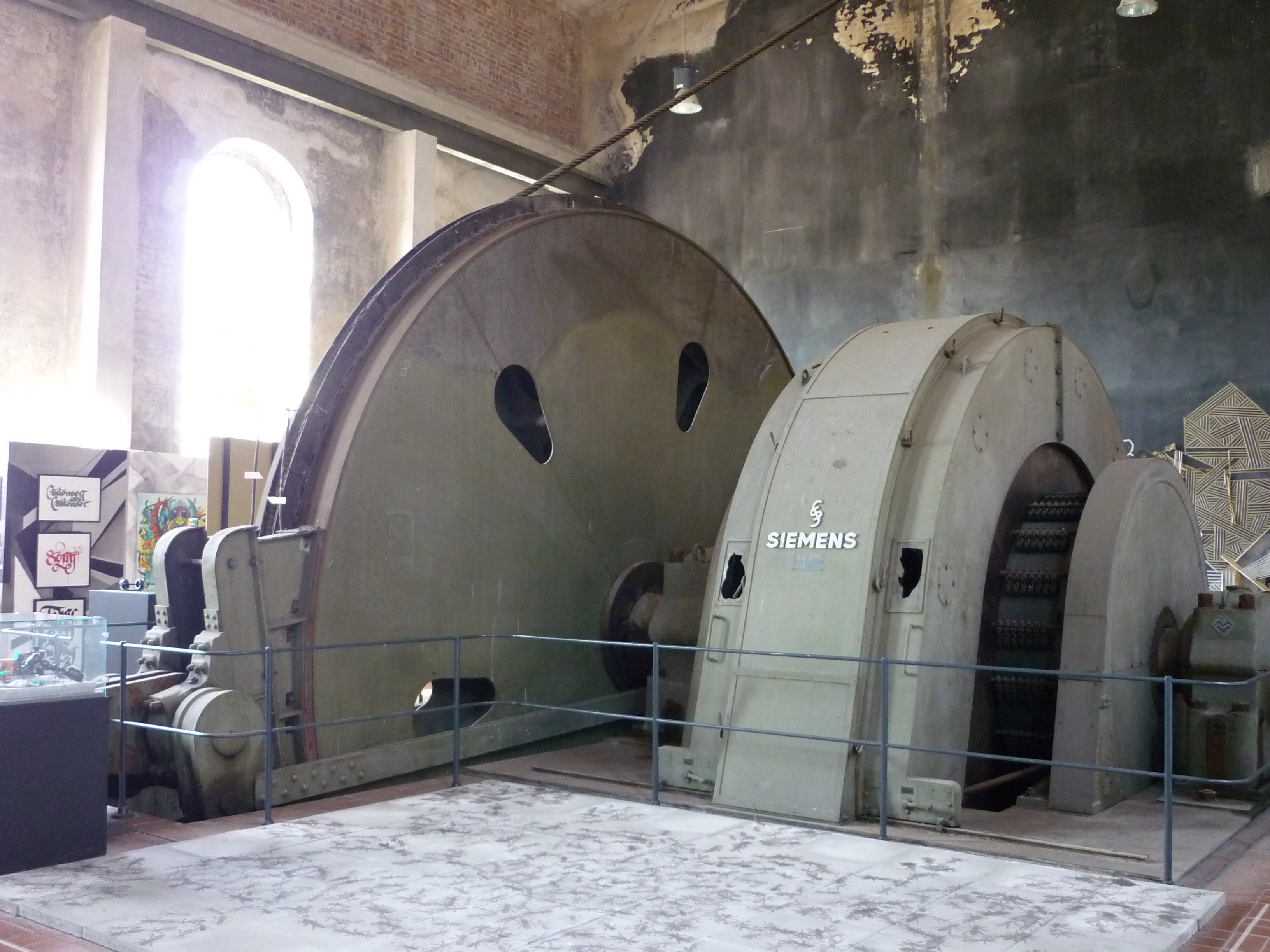
Шахтна підйомна установка.

Принцип дії

Шахтна підйомна установка — основний транспортний комплекс, що зв'язує підземну частину шахти (рудника) з поверхнею; призначена для видачі на поверхню корисної копалини і породи, спуску і підйому людей, транспортування гірничошахтного обладнання і матеріалів, а також огляду армування і кріплення ствола шахти. П.у.ш. складаються з підйомного обладнання і гірничотехнічних споруд.

## Загальна характеристика

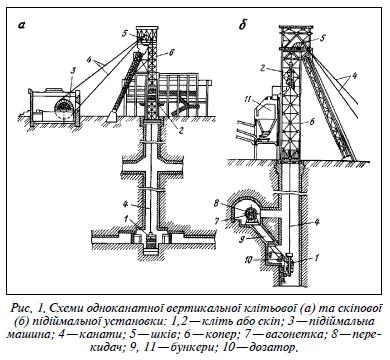

До підйомного обладнання належать: підйомні машини з приводом, підйомні посудини (кліті шахтні, скіпи шахтні, бадді та ін.), канати, підвісні пристрої, шахтні парашути, посадочні кулаки, розвантажувальні і завантажувальні пристрої тощо.
До гірничотехнічних споруд належать споруди, що розташовані в приствольному дворі (завантажувальний бункер, приймальна площадка та ін.), ствол шахти, надшахтні споруди (копер, приймальний бункер та ін.).
П.у.ш. поділяються:
- за призначенням — 1) головні — тільки для підйому корисних копалин; 2) допоміжні — для виконання допоміжних операцій (вони можуть бути людські, породні і вантажно-людські); 3) прохідницькі — функціонують при проходженні та поглибленні стволів; 4) інспекторські — для позачергових спусків в шахту ІТП, ревізії стволів тощо. Вони споруджуються на глибоких шахтах, де нераціонально використовувати на ці операції великовантажні кліті допоміжного підйому.

- за типом приводу підйомних машин — 1) з асинхронним приводом; 2) з приводом по системі Г-Д; 3) з тиристорним приводом.

- за типом ствола шахти — на вертикальні та похилі;

- за числом канатів — на однокатанті та багатоканатні;

- за типом органів навивання — на установки з постійним і змінним радіусом навививання;

- за типом підйомних посудин — на скіпові, клітьові, скіпо-клітьові, баддєві;

- за ступенем врівноваженості —1) незрівноважені — з циліндричними барабанами без хвостового канату; 2) статично зрівноважені — підйомні установки з циліндричними барабанами або шківами тертя з рівноважним хвостовим канатом, а також з конічними і біциліндроконічними барабанами; 3) динамічно зрівноважені — з органами навивки постійного радіусу і важким хвостовим канатом, з органами навивки змінного радіусу спеціального профілю.
- за розташуванням щодо земної поверхні: 1) підйомні установки, розташовані на поверхні; 2) установки, розташовані під землею.

Перша багатоканатна П.у.ш. з канато-ведучим шківом тертя була побудована у 1938 р. в Швеції фірмою «АСЕА». У порівнянні з одноканатними, багатоканатні П.у.ш. мають значно менший діаметр канатів, менші габарити і масу підіймальної машини (в 3–5 разів при однаковій продуктивності).
Взаємне положення геометричних осей і осьових площин підйомної установки виражене зміщенням або кутовим відхиленням від заданої норми, прямовисної або горизонтальної площини, проектного положення є показником якості монтажу або стану устаткування. Одним з найважливіших елементів підйомної установки є кути девіації на барабанах та шківах, які не повинні перевищувати 1,5 °.

## Загальна будова шахтної підйомної установки
Підйомна установка включає в себе комплекс підйомно-транспортного обладнання, що складається з підйомної машини; підйомних канатів з підйомними посудинами; надшахтного копра з направляючими (копровими) шківами.
Напрямні шківи — шківи, встановлені на підшківному майданчику копра, слугують для направлення руху підйомних канатів у стволі шахти. Осьова площина напрямного шківа проходить через середину відстані між внутрішніми гранями реборд шківа. Інша назва — копрові шківи.

## Геометричні елементи шахтного підйому
Геометричні елементи шахтного підйому — точки, осі, площини, кути, які є об'єктами маркшейдерських розбивок та зйомок, що виконуються при будівництві споруд і монтажі обладнання технологічного комплексу шахтного підйому, а також при перевірках і налагодженні підіймального обладнання під час експлуатації. Загальноприйняті геометричні елементи підйомної установки: вісь підйому, центр підйому, вісь головного вала підіймальної машини, площина симетрії копрових шківів, осі і кути девіації підйомних канатів, осі розвантажувальних кривих і ін.

## Цикл підйому
Робочий цикл підйомної машини, що складається з періоду розгону машини, рівномірного руху та сповільнення. За час циклу швидкість підйому збільшується від нуля до максимального значення і в кінці циклу зменшується знову до нуля. Характер зміни швидкості підйому залежно від часу зображується графічно як діаграма швидкості.